# Azadirachta
Chi Sầu đâu (danh pháp khoa học: Azadirachta) là chi thực vật có hoa thuộc họ Xoan (Meliaceae). Có nhiều loài được đề xuất nhưng hiện tại chỉ có hai loài được công nhận thuộc chi này: Azadirachta excelsa (sầu đâu cao) và Azadirachta indica (sầu đâu).
Chúng có phân bổ chủ yếu ở Đông Nam Á.

## Than khảo
- Mabberley, D. J. et al. 1995. Azadirachta, pp. 337–343. In: Flora Malesiana ser. 1 Spermatophyta 12(1): 1-407.
- Pennington, T. D. and B. T. Styles. 1975. A generic monograph of the Meliaceae. Blumea 22: 419-540